# Sandra Romain
Sandra Romain (Timișoara, 26 de març de 1978) és el nom artístic de Maria Popescu, una actriu porno romanesa. Al llarg de la seva carrera en la indústria pornogràfica, Romain va rodar gairebé mil pel·lícules, la majoria de les quals presenten sexe anal, incloent-hi, a vegades, dobles i fins a triples penetracions anals. Per això, l'actriu romanesa va ser catalogada com "la reina del sexe anal" pels mitjans de comunicació.
És l'única pornstar romanesa que ha aconseguit guanyar un premi AVN. Va guanyar el seu primer Oscar del cinema pornogràfic en la gala AVN de l'any 2006, i a l'any següent va aconseguir alçar-se amb quatre premis més.

## Carrera professional
Romain va treballar, en primer lloc, per a una revista de viatges a Romania. Una vegada, mentre mirava una revista pornogràfica, el seu cap li va proposar presentar-se a model per a aquella revista, si ella ho desitjava. Després de fer alguns contactes, Romain va entrar en la indústria de les pel·lícules per a adults.

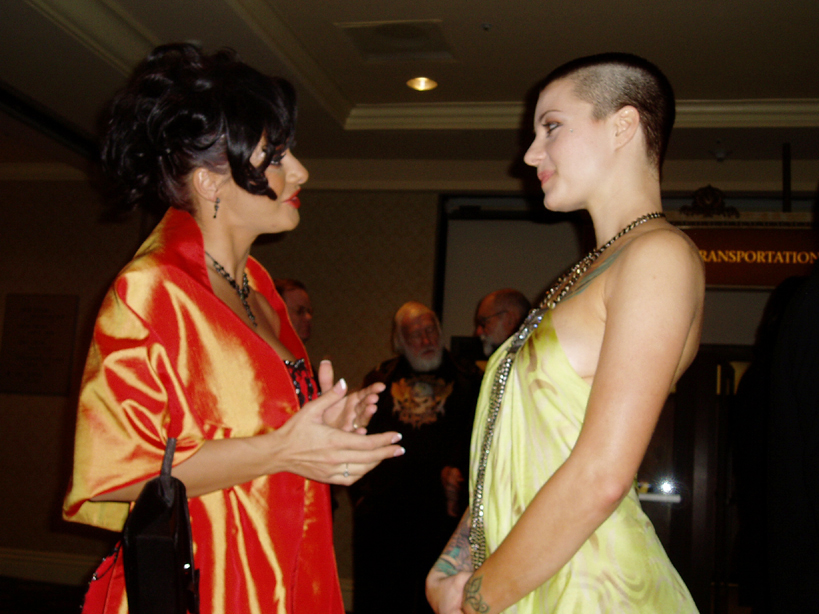
Sandra Romain i Belladonna

Després de ser descoberta per l'Agència Floyd, l'actriu romanesa va començar la seva marxa per la indústria porno europea en 2001. Romain va aconseguir especial notorietat a Alemanya, amb l'estrella local Titus Steel. L'agost de 2005 se'n va anar als Estats Units. Romain ha estat representada per Mark Spiegler, de Spiegler Girls, Derek Hi ha de la Direct Models i pel director porno suec Mikael Grundström.
Els seus començaments en la indústria pornogràfica nord-americana van ser complicats, ja que la jove romanesa "amb prou feines sabia dir 'sí', 'no', 'carda'm' i 'gràcies' en anglès". La seva primera escena va ser amb Rocco Siffredi i l'endemà la romanesa es va haver d'enfrontar al mític actor italià i a Nacho Vidal en una escena en la qual havia de rebre dobles penetracions, quelcom que mai havia experimentat. De fet, Romain va tenir una molt mala experiència amb el sexe anal, malgrat que després seria catalogada als Estats Units com la "Reina del Sexe Anal". L'actriu romanesa recorda estar "veient una pel·lícula amb una noia francesa. Aquesta noia feia el sexe anal molt fàcilment. Vaig pensar que podia intentar-ho i veure si m'agradava. No sabia gens sobre això. Tot va ser molt dolorós, no vull parlar més sobre això, però realment ho vaig odiar. Ara puc rebre fàcilment una triple penetració anal". En 2003 va treballar amb el polèmic actor i director Max Hardcore en el vídeo Pure Max 10.
Romain és capaç de realitzar escenes anals triples, la qual cosa va sorprendre a les companyies productores. Està casada i té una gran amistat amb la francesa Melissa Lauren, també actriu porno.
La pornstar romanesa va viure el seu moment de glòria la nit del 13 de gener de 2007, quan va guanyar quatre premis AVN a Las Vegas. A l'any següent, al començament de 2008, Romain va tornar a la seva Romania natal per començar a formar una família i muntar un hotel al seu país.

### Retir i retorn a la indústria
A la fi de 2008, diversos mitjans de comunicació romanesos es van fer ressò de la retirada definitiva de Sandra Romain de la indústria per a adults. L'estrella porno va tornar a Romania, els mitjans de comunicació del qual la van qualificar com "la reina de les dobles penetracions anals". Sandra va assegurar que després de vuit anys a Califòrnia rodant pel·lícules i practicant sexe "durant un període llarg de temps, al final t'adones que no ets la mateixa persona; els diners i l'entorn et canvien".
Romain es va instal·lar en un llogaret anomenat Vermes, en el districte de caraş-Severin, en una nova casa al costat del seu marit i la seva mare. La pornstar romanesa va invertir part dels diners obtinguts de la indústria pornogràfica en el sector immobiliari. A més, els afins de Romain van assegurar que la romanesa estava en procés de "penediment", ja que la seva família està estretament lligada a l'església. Fins i tot, es va arribar a assenyalar que volien que Romain se sotmetés a un exorcisme perquè "Satanàs havia entrat en ella" quan va decidir entrar en la indústria pornogràfica.

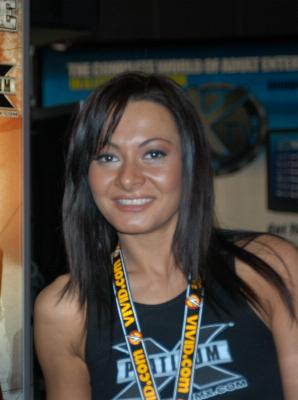
L'actriu romanesa durant un acte promocional amb l'empresa Vivid Entertainment Group.

En 2011, després d'un llarg temps de retir, torna a la indústria per a adults contractada pels llocs porno, Brazzers i Kink.

## Vida personal
Sandra Romain, el veritable nom del qual és Maria Popescu, està casada amb el seu marit Sorin -també actor porno quan va conèixer a Sandra- des de 2006. Tots dos es van conèixer en un campament de l'escola i després de tretze anys de festeig es van casar. Un amic francès de la parella els va proposar viatjar a Hongria per participar en diversos càstings de cinema porno, però Sandra va ser qui ràpidament va atreure l'atenció. Des de l'ascens de Romain a l'estrellat en la pornografia, tant a nivell cinematogràfic com a fotogràfic, la figura del seu marit va passar a un segon pla i els rumors sobre la separació no van trigar a aparèixer.
L'actriu no ha negat alts i baixos en la seva vida sentimental perquè "com tota parella, nosaltres també hem tingut els nostres moments bons i dolents, però la comprensió pot resoldre-ho tot". Com a conseqüència de les acusacions abocades a Romania sobre el seu matrimoni, Romain va deixar la pornografia per tornar al seu país.

## Premis
- 2006: Premi AVN a la millor escena rodada en una producció estrangera per Euro domination[15]
- 2007: Premi AVN a la millor escena de sexe anal per Manhunters[16]
- 2007: Premi AVN a la millor escena de sexe en grup per Fashionistas Safado: The Challenge[16]
- 2007: Premi AVN a la millor escena rodada en un producció estrangera per Outnumbered 4[16]
- 2007: Premi AVN a l'escena amb Three-way per Fuck Slaves[16]